# NGC 2202
NGC 2202 ist ein offener Sternhaufen im Sternbild Orion.
Das Objekt wurde im Jahr 1825 von Friedrich Wilhelm Struve entdeckt.